# チャイロモズツグミ
チャイロモズツグミ（茶色百舌鶫、Colluricincla megarhyncha）は、2017年現在においてはモズヒタキ科に分類される鳥類の1種。

## 分布
インドネシアのパプア州、西パプア州、パプアニューギニア（ニューギニア島とその近海の諸島）、オーストラリア北部に分布し、亜熱帯、熱帯域の低湿地林や熱帯の湿潤山林に見られる。

## 特徴
ピトフーイ属の毒性の研究から、本種においても2標本を用いて調査が行われた。結果、そのうちの1体はからは中央・南アメリカ産のフキヤガエル属毒ガエルの分泌物に見られるバトラコトキシン (BTXs) に類似した構造を有する物質が見つかった。

## 分類と系統
発見当初はサメビタキ属 Muscicapa 属に記載された。学者によっては Pinarolestes 属に分類することもある。
ニューギニア産チャイロモズツグミの遺伝子調査から、1つ以上の種から構成される可能性を示唆する、高いレベルの遺伝的隔離が見つかった。 少なくとも8つの独立した系統群が存在し、別種に分類される可能性を秘めている。今後の研究により、本種は複数の新種に再分類されるかもしれない。

### 亜種
2017年現在、20の亜種に分類される。
- C. m. affinis - (Gray, GR, 1862): 当初、別種として記載された。 ワイゲオ島 (ニューギニア島西方沖)産。
- C. m. batantae - (Meise, 1929): バタンタ島産 (ニューギニア島西方沖)
- C. m. megarhyncha - (Quoy & Gaimard, 1830): ニューギニア島とその北西沖のサラワティ島及びミソール島、南西沖の アルー諸島に産する。
- C. m. despecta - (Rothschild & Hartert, 1903): ニューギニア島の南東部と南部沿岸に産する。
- C. m. superflua - (Rothschild & Hartert, 1912): ニューギニア島の北東部と北部沿岸に産する。
- C. m. neos - (Mayr, 1931): ニューギニア島東部産。
- C. m. tappenbecki - Reichenow, 1898: 当初、別種として記載された。ニューギニア島北東産。ニューギニア島北央部からアストロラベ湾にかけて分布する。
- C. m. maeandrina - (Stresemann, 1921): ニューギニア島東央部産。
- C. m. idenburgi - (Rand, 1940): ニューギニア島東部中央産。
- C. m. obscura - (Meyer, AB, 1874): 当初、ピトフーイ属 (ただし当時の属名は Rectes )の種として記載された。ヤーペン島 (ニューギニア島北西沖)産。
- C. m. melanorhyncha - (Meyer, AB, 1874): 当初、別種として記載された。ビアク島(ニューギニア島北西沖)産。
- C. m. fortis - (Gadow, 1883): 当初、モズヒタキ属 Pachycephala の別種として記載された。ダントルカストー諸島及びトロブリアンド諸島産(ニューギニア島南東沖)
- C. m. discolor - De Vis, 1890: 当初、別種として記載された。タグラ島(ルイジアード諸島)産
- C. m. parvula - Gould, 1845: 当初、別種として記載された。西オーストラリア北東部からノーザンテリトリーにかけて分布。
- C. m. aelptes - Schodde & Mason, 1976: オーストラリアのノーザンテリトリー北東部に分布。
- C. m. normani - (Mathews, 1914): オーストラリアのクイーンズランド北東部からトレス海峡の島々に分布。
- C. m. griseata - (Gray, GR, 1858): 当初、別種として記載された。クイーンズランド北東部に分布。
- C. m. synaptica - Schodde & Mason, 1999: ノーザンテリトリー北東部に分布。オーストラリア北西部、クイーンズランドのハリファックス湾南部からサリナにかけて分布。
- C. m. gouldii - (Gray, GR, 1858): 当初、別種として記載された。オーストラリア北東部、ブロード湾南部からハーベイ湾南部にかけて分布。
- C. m. rufogaster - Gould, 1845: 当初、別種として記載された。オーストラリア東部、クイーンズランド南東部からニューサウスウェールズ北東部にかけて分布。